# روابط پاکستان و افغانستان

## روابط فرهنگی
خط دیورند مرز کنونی بین کشورهای افغانستان و پاکستان است.
اتن ملی از جمله رقص‌های ملی افغانستان است. این رقص در مراحل اول در بین ملیت پشتون ساکن افغانستان و پاکستان مروج بود.
شکرپاره نوعی شیرینی است که امروزه بیشتر در افغانستان و پاکستان تهیه و مصرف می‌شود.

## روابط سیاسی
مسعود اطرافی روزنامه‌نگار افغانستانی ساکن پاکستان است.
زبان نورستانی یکی از زبان‌های هندوآریایی است که در افغانستان و پاکستان صحبت می‌شود.

## روابط نظامی
شبکه حقانی یک گروه شبه‌نظامی در مناطق مرزی افغانستان و پاکستان است که عملیات‌هایی را علیه نیروهای ناتو، آمریکا و دولت افغانستان سازمان‌دهی میکند.
عرب–افغان‌ها توسط شوروی برای جهاد علیه ارتش سرخ و رژیم کمونیستی افغانستان در اوایل سالهای ۱۹۸۰ به پاکستان و افغانستان آمدند و در بعضی مناطق مرزی مستقر شدند.

## دفاتر نمایندگی

### دفاتر نمایندگی افغانستان در پاکستان
- سفارت افغانستان در اسلام آباد

### دفاتر نمایندگی پاکستان در افغانستان
- سفارت پاکستان در کابل